# Cryptopodium bartramioides
Cryptopodium bartramioides är en bladmossart som beskrevs av Bridel 1827. Cryptopodium bartramioides ingår i släktet Cryptopodium och familjen Rhizogoniaceae. Inga underarter finns listade i Catalogue of Life.